# ガールクラッシュ (音楽グループ)
ガールクラッシュ（朝鮮語: 걸크러쉬、英語: Girl Crush）は、大韓民国の4人組ガール・グループ。2019年4月8日にGirl Crushとしてデビューしたが、2024年10月に「STRAW」へグループが改名された。

## 活動
2019年に、デビュー・デジタル・シングル「Memories（메모리즈）」を発表した。当初のメンバーは、BOMI（ボミ）、Zia（ジア）、Taeri（テリ）、Yo-na（ヨナ）の4人であった。後にYo-naが脱退し、その後加入したYuka（ユカ）も短期間で脱退 した。2022年5月の時点では3人で活動していたが、その後 Hayun （ハユン）が加入した。
2023年2月5日に、約4年間の休止期間を経て、2枚目のデジタル・シングル「Oppa, Do you trust me? (오빠, 나 믿지?）」を発表した。
2024年1月に、Taeri（テリ）が脱退し、過去にメンバーとして活動していたYuka（ユカ）が3月にSena（セナ）という名前で再加入した。
2024年7月に、3rdシングル「DRIVE（드라이브）」をリリースした。

## 由来
グループ名とは裏腹に、いわゆるガールクラッシュ系のグループではなく、セクシー路線を打ち出しており、YouTubeには、   ファンが撮影した「Fancam」と総称されるステージでのダンスの動画が多数公開され、注目されている。グループ名について、 メンバーの Taeri は、「男性ファンだけでなく、女性ファンの心まで盗むという抱負をもってつけました」と述べている。

## メンバー
| 芸名       | 芸名     | 芸名  | 本名           | 本名     | 本名        | 生年月日 出生地             | 備考                             |
| 芸名       | ハングル | 英文  | 仮名           | ハングル | ローマ字    | 生年月日 出生地             | 備考                             |
| ---------- | -------- | ----- | -------------- | -------- | ----------- | --------------------------- | -------------------------------- |
| セナ       | 세나     | Sena  | キム・ギュミ   | 김규미   | Kim Gyumi   | 1998年1月20日（27歳） 韓国  | 旧名: ユカ (Yuka)                |
| ジア       | 지아     | Zia   | リュ・ジア     | 류지아   | Ryu Jiah    | 1995年6月9日（29歳） 韓国   |                                  |
| ボミ       | 보미     | Bomi  | チョン・ボミ   | 정보미   | Jeong Bomi  | 1996年5月12日（28歳） 韓国  |                                  |
| ハユン     | 하윤     | Hayun | クォン・ユジン | 권유진   | Kwon Yujin  | 2005年11月12日（19歳） 韓国 | practice member 元BABAのメンバー |
| 元メンバー |          |       |                |          |             |                             |                                  |
| ヨナ       | 요나     | Yona  | コ・ヨナ       | 고요나   | Go Yona     | 1997年2月12日（28歳） 韓国  |                                  |
| テリ       | 태리     | Taeri | チョン・テリ   | 정태리   | Jeong Taeri | 1994年3月29日（31歳） 韓国  |                                  |

## ディスコグラフィ

### デジタルシングル
- Memories (메모리즈) ：（2019年4月8日）
- Oppa, Do you trust me? (오빠 나 믿지?) ：（2023年2月5日）
- DRIVE (드라이브) ：（2024年7月6日）